# リントン・アンド・リンマス・クリフ鉄道

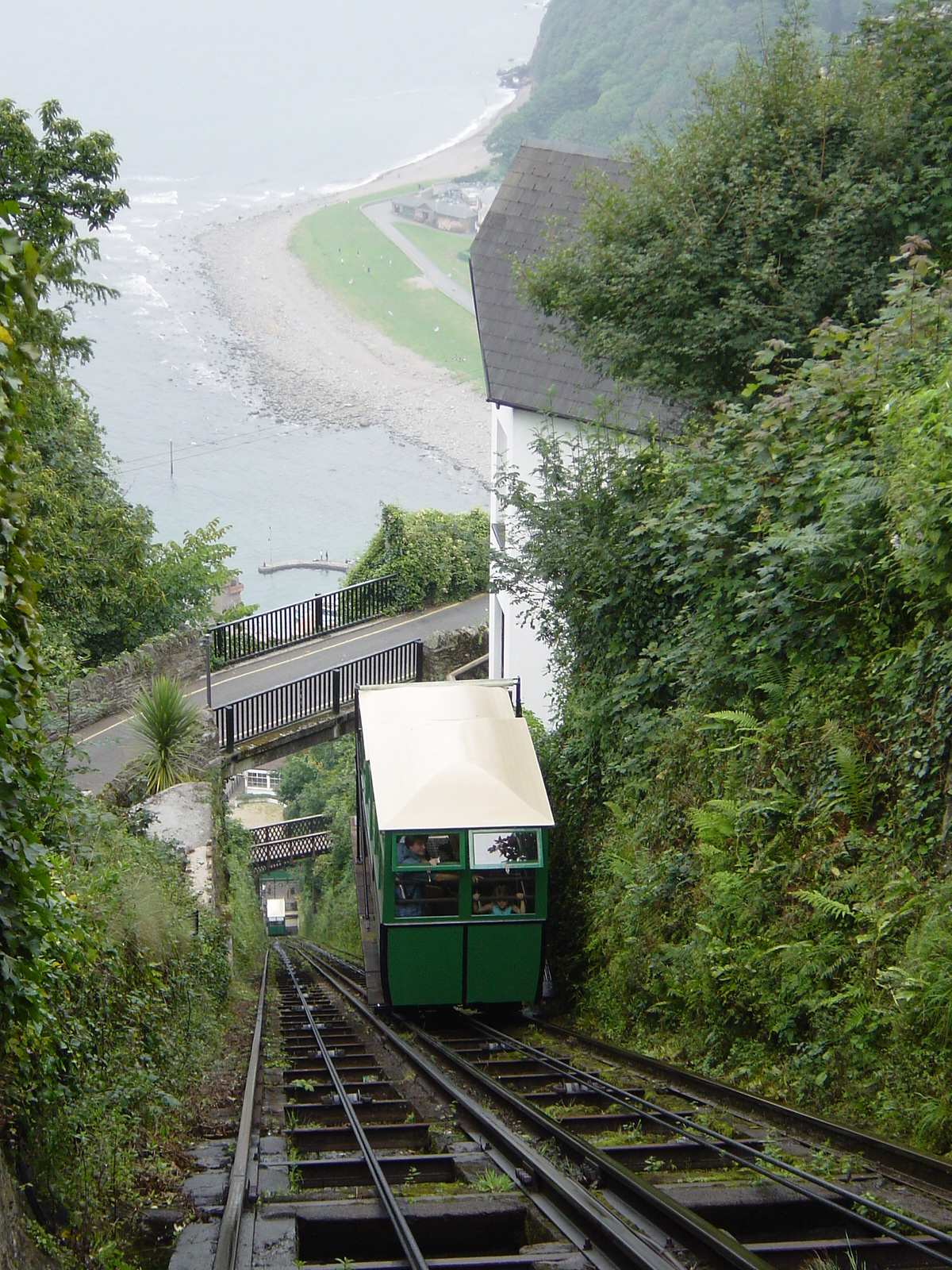
リントン・アンド・リンマス・クリフ鉄道 2003年

リントン・アンド・リンマス・クリフ鉄道(リントン・アンド・リンマス・クリフてつどう、英語: Lynton and Lynmouth Cliff Railway)は、イングランドのケーブルカー。対になっているリントン (Lynton) とリンマス (Lynmouth) の町の間を、ノース・デヴォンの岩の多い海岸を通じて繋ぐ、水動力のケーブルカーである。

## 起源
2つの町（その当時は村）を隔てる高い崖は、19世紀の経済開発の主たる障害物であった。辺鄙なことと岩の多い地形のために、村民は石炭、石灰、食料と必需品の配達を海に依存し、荷馬と荷車でリントンの急な斜面を運ぶ必要があった。
崖はまた、旅行産業の萌芽にも問題をもたらした。1820年頃から休暇を過ごす人々がリンマスにブリストル、スワンジィやほかのブリストル運河港から、蒸気櫂船で到着し始めていた。小馬、驢馬と馬車が賃貸用に用意されたが、急な勾配のために動物たちは短期間しか労働に耐えなかった。
線路により旅客と貨物を輸送する昇降機の初めての提案は1881年になされたが、当初の計画は蒸気動力であった。

## 建設
ジョージ・マークス （George Marks、後のウーリッジのマークス男爵） によって水動力の鉄道が設計され、出版事業家のジョージ・ニューエンス卿 (George Newnes) によって費用が負担されて建設された。ニューエンス卿はホラデイ丘 (Hollerday Hill)近くに大きな住宅を所有しており、1898年にリントン・アンド・バーンスタプル鉄道 (Lynton and Barnstaple Railway) に、1900年にはリントン町役場にも出資した。
建設労働はすべて手作業に依存し、1887年に開始されて3年以内に完成した。

## 運用
1890年の復活祭月曜に開業し、それ以来鉄道は利用されている。議会による法は1888年のリンマス・アンド・リントン昇降機会社を設立し、その後の法はリン渓谷よりの永代水利権を会社に与えた。
この路線の特異な点は、リントン駅直下のNorth Walkからの道路のある仮乗降場である。これは、大きな貨物を運ぶのに使われた。平な荷台にするために車体は取り外すことができた。初期の動力車はこのようにして、丘の上に運搬された。2006年冬の線路更換の際には、ここは接近と資材保管に大規模に用いられた。
現在は、記念物表に分類される。

## 機能

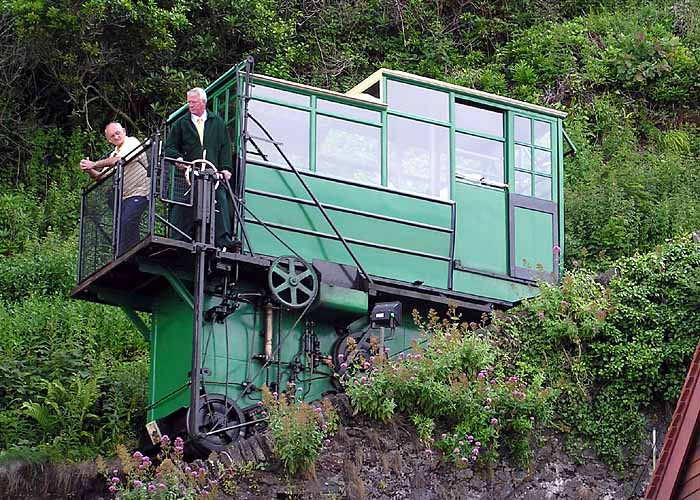
用いられている車両、ブレーキの機構が見える

鉄道は、坂の両端の1.7 メートルの滑車を回る連続索に連なる2両の各40名の旅客を運搬できる車両からなる。
1 マイル以上はなれたウェスト・リン川から130 ミリメートルの管で運ばれた水が上部車両の床下の槽に補給される。各車両は車輪の間に取り付けられた700 ガロンのタンクをもつ。重い上部車両が下降を始めるまで下部車両から水が放出され、速度は各車両のブレーキ扱い手により調節される。
複線交走式となっており、車両はそれぞれの専用の線路を上下するようになっている。互いの車両が接触せずに行き違えるように、この平行な線路は中央の行き違い場所で両側に張り出している。高低差150 メートル、全長263 メートルであり、勾配は1:1.75となる。

## 参考資料
- J Travis: An Illustrated History of Lynton and Lynmouth 1770-1914 Breedon Books, 1995. ISBN 1-85983-023-4
- J Travis: Lynton and Lynmouth, Glimpses of the Past, Breedon books, 1997 ISBN 1-85983-086-2